# Шубин, Владимир Александрович (Герой Социалистического Труда)
Влади́мир Алекса́ндрович Шу́бин (1925—2001) — советский токарь-расточник, народный депутат СССР. Герой Социалистического Труда (1971), Заслуженный рационализатор РСФСР (1963), почётный гражданин Читы (1967) и Читинской области (1997). Участник Второй мировой войны, гвардии капитан.

## Биография
Родился в 1925 году в городе Нерчинск Нерчинского уезда Забайкальской губернии Дальневосточной области (ныне - Нерчинского района Забайкальского края).
С 1943 года проходил военную службу в Красной Армии. После увольнения с 1956 года работал на Читинском машиностроительном заводе токарем-расточником.
20 апреля 1971 года Указом Президиумом Верховного Совета СССР присвоено звание Героя Социалистического Труда с вручением ордена Ленина и золотой медали «Серп и Молот» за выдающиеся успехи в выполнении заданий пятилетнего плана, внедрение передовых методов труда и достижение высоких технических и производственных показателей.
Автор 68 рационализаторских предложений, внедренных в производство. Член оргкомитета и президиума Читинского областного совета Всесоюзного общества изобретателей и рационализаторов.

## Образование
Окончил Уральский политехнический институт (УПИ, г. Свердловск), окончил Читинский государственный политехнический институт.

## Награды и премии
- 1989-1991 — народный депутат СССР, председатель правления Читинского областного отделения Советского Фонда мира и член Всероссийского Совета.
- 21.11.1991 — заслуженный рационализатор РСФСР
- 1997 — почетный гражданин Читы
- 25.06.1996 — орден Ленина
- 20.04.1971 — орден Ленина
- 27.03.1953 — медаль «За боевые заслуги»
- 28.05.1960 — «За трудовое отличие»[1]